# Bastogne
Bastogne és un municipi belga de la província de Luxemburg a la regió valona. A principis de 2008 tenia 14.577 habitants. Limita amb els municipis de Fauvillers, Houffalize, Vaux-sur-Sûre i Bertogne.
Per aquesta ciutat situada a tan sols 12 km de Luxemburg passa la coneguda cursa ciclista Lieja-Bastogne-Lieja. "Bastogne" és també el nom comercial d'unes galetes fetes amb canyella i sucre vermell molt semblants als Speculoos (galetes molt típiques a Valònia).

## Història

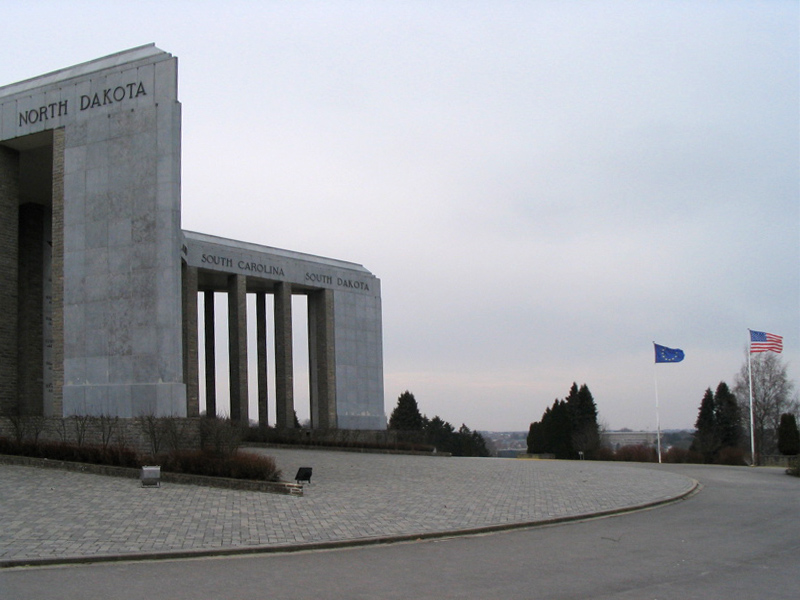
Memorial de Mardasson a la Batalla de les Ardenes a Bastogne.

Bastogne es trobà al centre de la batalla de les Ardenes durant l'hivern 1944-1945. El combat és recordat avui amb el memorial de Mardasson i el museu Bastogne Historical Center, on podem trobar una de les majors col·leccions documentals sobre la Segona Guerra Mundial.